# Claro dos Poções
Claro dos Poções este un oraș în unitatea federativă Minas Gerais (MG), Brazilia.